# إدوارد جي. كانفيلد
إدوارد جي. كانفيلد هو سياسي أمريكي، ولد في 6 نوفمبر 1955 في هويل في الولايات المتحدة. نشط حزبياً في الحزب الجمهوري. وقد انتخب عضو مجلس نواب ميشيغان ‏.

## وصلات خارجية
- الموقع الرسمي